# Aşçıbekirli, Pozantı
Aşçıbekirli là một xã thuộc huyện Pozantı, tỉnh Adana, Thổ Nhĩ Kỳ. Dân số thời điểm năm 2009 là 910 người.